# El paso del diablo
El paso del diablo (en inglés Devil's Pass o The Dyatlov Pass Incident) es una película británica de 2013 que mezcla los géneros del cine de terror y de la ciencia ficción con la subcategoría de metraje encontrado. Dirigida por Renny Harlin y escrita por Vikram Weet, cuenta la historia de un equipo documental que desaparece en extrañas circunstancias en la misma zona en la que se produjo el incidente del paso Diátlov en 1959.

## Sinopsis
Cinco estudiantes universitarios de Oregón se marchan a Rusia `para realizar un documental con el que averiguar qué sucedió con los nueve esquiadores que murieron misteriosamente en el incidente del paso Diátlov. Holly y Jensen son los codirectores del mismo, J. P. y Andy son los dos escaladores que les acompañan y Denise es la técnica de sonido. El Gobierno ruso recupera imágenes de vídeo pero se niega a divulgarlas al público. No obstante, un grupo de hackers consiguen dichos archivos y los difunden en la Red, completando así la película.
Tras viajar a Rusia, los estudiantes intentan comunicarse con un miembro de la expedición inicial de 1959 que regresó después del primer día. Sin embargo, el hombre había sido hospitalizado después de sufrir una crisis nerviosa. Los administradores del hospital afirman que está muerto e intentan rechazar a los cineastas. En una ventana del piso de arriba, los estudiantes ven a un hombre que se supone que es el superviviente, sosteniendo un cartel en ruso y siendo arrestado por los celadores. En un bar cercano, los estudiantes conocen a Serguéi, quien les traduce el letrero y les avisa de que es una advertencia para que den la vuelta. Sin desanimarse, Serguéi les presenta a su tía, Alya, que formó parte del primer equipo de rescate. Ella les dice que se encontraron una máquina y once cuerpos en el sitio, no nueve, como se informó.
En el campamento base, Holly comienza a escuchar aullidos. A la mañana siguiente, el grupo descubre huellas descalzas en la nieve que comienzan y se detienen repentinamente. Jensen afirma que las huellas son de un yeti, pero los otros afirman que Holly las ha puesto a propósito para conseguir un mejor reportaje. Después de seguir caminando, nuevamente escuchan aullidos y encuentran huellas que llevan a una torre meteorológica. Dentro de la misma encuentran una lengua humana. Denise quiere marcharse, pero las demás la convencen de continuar. Jensen revela que cuando era un adolescente había escuchado el aullido durante un mal viaje con ácido, que terminó con sus gritos incoherentes sobre los demonios. Holly intenta consolar a Jensen al decir que ha tenido sueños recurrentes sobre el paso Diátlov, que interpreta como su destino. Sin ser advertidos por el grupo, dos criaturas misteriosas se mueven a través de la nieve en la distancia.
El grupo llega al paso Diátlov. Al descubrimiento casual de un búnker cubierto por la nieve, le sucede una avalancha que parece haber sido producida por explosiones provocadas en lo alto de las montañas. Denise fallece en la avalancha, y el resto decide entrar en el búnker tras ser encontrados por, presuntamente, agentes armados que comienzan a dispararles. A partir de aquí, el grupo comienza a atar hilos y a descubrir que el grupo original se encontró con algo fuera de lo normal, y que fueron víctimas de un experimento secreto del Gobierno de la Unión Soviética.

## Reparto
- Holly Goss como Holly King, codirector.
- Matt Stokoe como Jensen Day, codirector y teórico de la conspiración.
- Luke Albright como J.P. Hauser, Jr., experto escalador.
- Ryan Hawley como Andy Thatcher, experto escalador.
- Gemma Atkinson como Denise Evers, técnico de audio.
- Richard Reid como Smirnov, soldado ruso.
- Nikolay Butenin como Sergei.
- Nelly Nielsen como Alya, con 73 años.
- Valeriya Fedorovich como Alya, con 20 años.

## Producción
El director Renny Harlin pasó un tiempo en Moscú investigando los archivos desclasificados del extinto gobierno soviético sobre el asunto. Incidió, como teoría propia, que lo acaecido en el paso Dyatlov fue un experimento del gobierno que salió mal. El casting de la película se mantuvo intencionalmente al margen de dichas averiguaciones y del desarrollo del guion y de ciertas acciones necesarias para la trama. Las primeras escenas se rodaron al norte de Rusia.

## Lanzamiento
No tuvo estreno en cines, sino que se lanzó directamente en DVD el 23 de agosto de 2013. Tres días más tarde se distribuyó en el Reino Unido y el 17 de diciembre de ese mismo año en Estados Unidos.

## Recepción
Rotten Tomatoes le dio una valoración del 55% en base a las 20 críticas que tuvo, con una opinión positiva. Metacritic lo calificó 49/100. Miriam Bale, del diario The New York Times, lo calificó como "un trabajo mejorado de El proyecto de la bruja de Blair pero hilarante, aunque no está claro si esto es intencional o no". Scott Foundas de Variety lo vio poco original pero visible. Mark Adams, de Screen Daily, lo calificó como "astutamente construida" e "inteligente". Philip French, de The Guardian, escribió que "no agrega nada a un misterio de la vida real de la era soviética" y que la explicación era demasiado extravagante. Gareth Jones, de Dread Centrallo la puntuó con 3.5 (sobre 5) y la llamó "una mezcla completamente intrigante de ciencia ficción, horror y misterio de la vida real". Owen Williams, de Empire, la calificó como una película "ejecutada con inteligencia" con una "conclusión satisfactoria circular".